# 4590 Dimashchegolev
4590 Dimashchegolev (1968 OG1) là một tiểu hành tinh vành đai chính được phát hiện ngày 25 tháng 7 năm 1968 bởi G. A. Plyugin và Yu. A. Belyaev ở Cerro El Roble.